# Tandy 1000

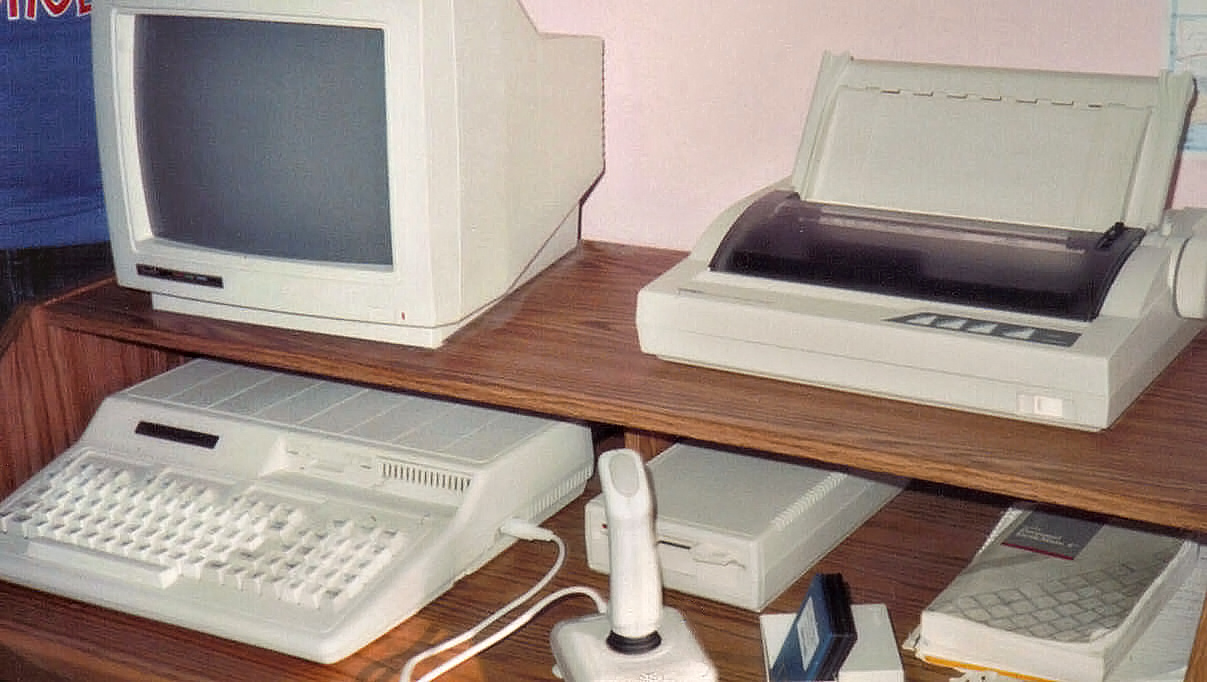
Компьютер Tandy 1000 HX, с Tandy RGB монитором, внешним 5.25 дисководом, джойстиком, и матричным принтером Tandy DMP-133.

Tandy 1000 (англ. Tandy 1000) — был первым более или менее совместимым с IBM PC компьютером с собственной видеокартой. Производился корпорацией Tandy и позиционировался как домашний компьютер, реализация происходила через сеть магазинов RadioShack. Видеокарта поддерживала видеорежимы 320×200 при 16 цветах и 640×200 при 4 цветах, впервые появившиеся в IBM PCjr, а встроенный звуковой контроллер также был совместим с синтезатором PCjr. Эти аппаратные средства получили известность именно как Tandy Graphics и Tandy Sound, благодаря значительно большей популярности Tandy 1000, по сравнению с PCjr.